# Castell de Godmar
El castell de Godmar (o Gotmar), també conegut com a Cal Comte, és una casa forta al barri de Pomar de Dalt de Badalona, catalogada com a bé cultural d'interès nacional.

## Història i descripció
Probablement construït sobre una antiga vil·la romana, està situat a la vall de Pomar, i no gaire lluny s'hi trobaren unes tombes olerdolanes. El 989, el bisbe de Girona Godmar III adquirí el lloc, documentat com a alou des del 1030. El 1402, passà als Centelles, després Blanes-Centelles, que donaren nom al territori com a Quadra de Blanes.

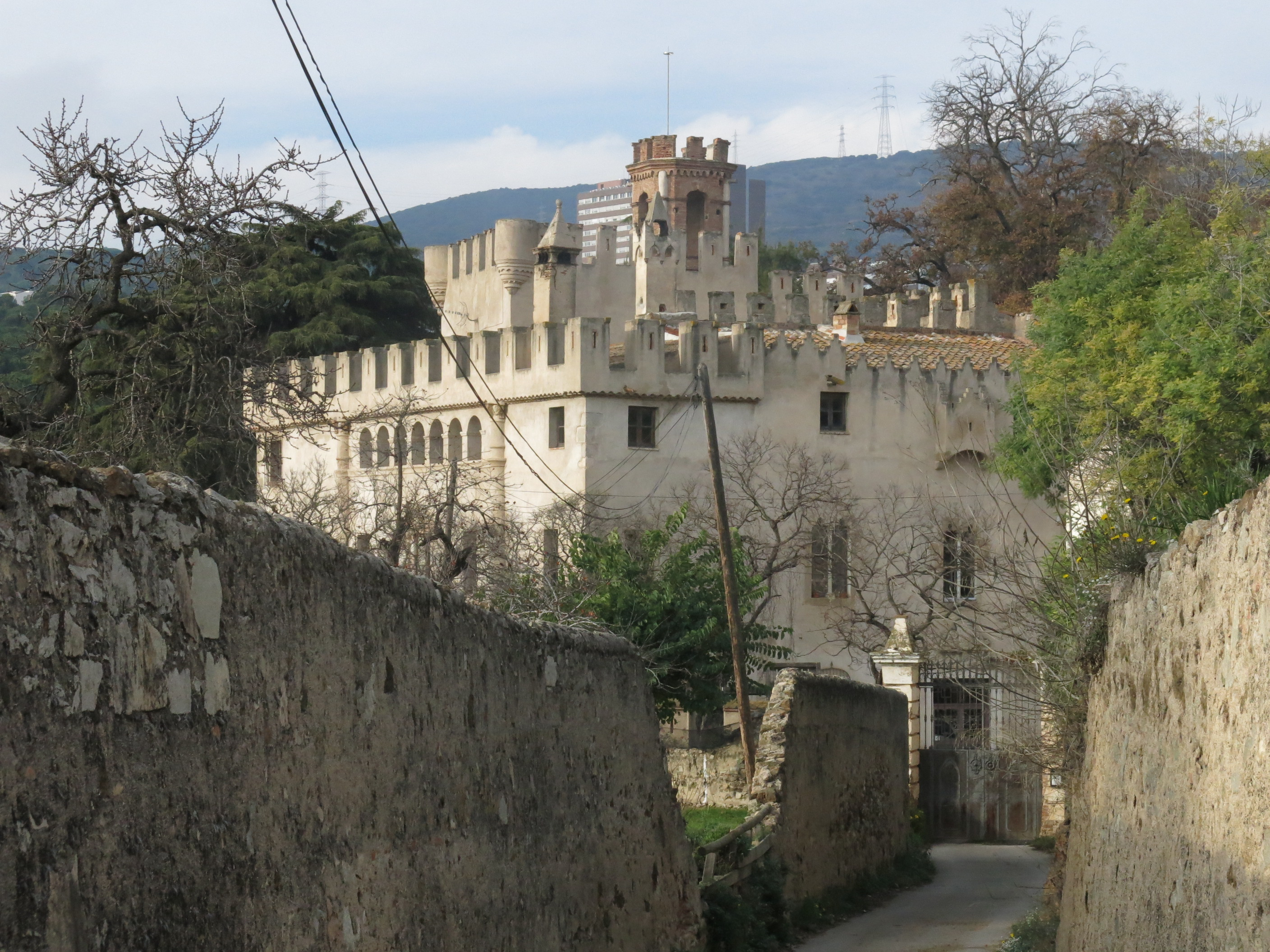
Vista des del camí d'accés

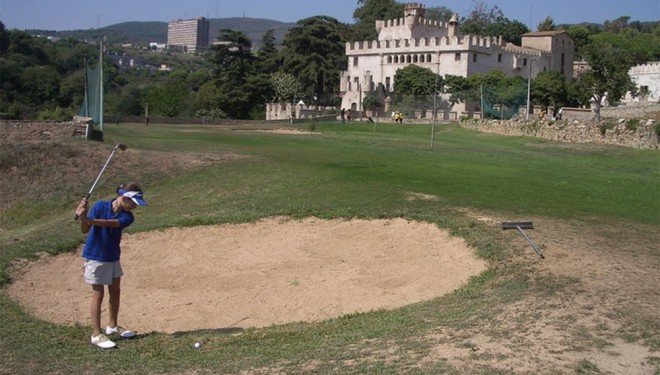
Jugadora al camp de pitch and putt, amb el castell de fons

L'edifici conserva elements romànics (segles xii i xiii), així com també d'època gòtica (segle xv). En aquell moment, era un casal fortificat i emmurallat, amb una torre de defensa adossada. Durant el segle xix, els ducs de Solferino el van fer reformar dins l'estètica neomedieval imperant a l'època, donant-li l'aspecte actual de castell romàntic amb muralles i merlets i torres; en destaca la col·locació d'alguns elements gòtics i romànics, per exemple finestres, i l'escut dels Centelles, pertanyents al destruït castell de Centelles, propietat de la mateixa família.
L'interior conserva mobles, pintures i altres béns històrics salvats del saqueig del 1936. En destaca el pati i la capella del Sant Crist, que conserva una talla de Ramon Amadeu i un crucifix restaurat per Frederic Marès.
La finca estigué tradicionalment dedicada a l'agricultura i, en part, com a jardí romàntic. Alguns espècimens centenaris han estat catalogats per la Diputació de Barcelona. Encara pertany a la mateixa família, que l'empra de domicili particular. Tanmateix, després que els darrers masovers abandonessin els conreus, es proposà la conversió dels terrenys de les antigues terrasses de conreu en un camp de pitch and putt, inaugurat el 1997.